# Illa Santa Fe
L'illa Santa Fe, també anomenada illa Barrington, és una illa de les illes Galápagos, a l'oceà Pacífic que es troba al sud-est de l'illa de Santa Cruz. Té una superfície de 24 km², i la seva elevació màxima és de 259 metres. Geològicament és una de les illes més antigues de l'arxipèlag, on s'hi han trobat roques volcàniques d'uns 4 milions d'anys d'antiguitat.

## Història
El nom de Santa Fe fa referència al cristianisme catòlic romà. El nom anglès Barrington Island li va ser donat el 1794 per James Colnett en honor de l'almirall Samuel Barrington, conegut per la seva bondat amb els mariners sota les seves ordres.

## Fauna i flora
La vegetació de l'illa es caracteritza per arbustos, arbres de palo santo i rodals de la variant d'opuntia Opuntia galapageia, subvar. ''barringtonensis''. Hi ha dues espècies i dues subespècies endèmiques: la Conolophus pallidus, Phyllodactylus barringtonensis, Amblyrhynchus cristatus trillmichi i Aegialomys galapagoensis.
L'illa solia tenir la seva pròpia espècie de tortuga de les Galápagos que es va extingir a mitjans del segle XIX per la sobreexplotació dels baleners i els colons. Durant més de 150 anys l'illa no va tenir tortugues, fins que el 2015 es van començar a reintroduir la varietat Chelonoidis hoodensis amb èxit.